# Bad Things (chanson de Machine Gun Kelly et Camila Cabello)
Pour les articles homonymes, voir Bad Things.
Bad Things est une chanson du rappeur américain Machine Gun Kelly et de la chanteuse cubano-américaine Camila Cabello. La chanson sort le 14 octobre 2016 et est produite par The Futuristics. Le single atteint la quatrième place du classement américain des ventes Billboard Hot 100.
La chanson sample le hit "Out Of My Head" du groupe Fastball sorti en 1999